# 短耳丁蛎
，是莺蛤目丁蛎科丁蛎属的一种。主要分布于南海、新加坡、马来西亚、中国大陆、台湾，常栖息在潮间带，以足丝附着于岩石、珊瑚礁或贝壳上。